# John George Wood

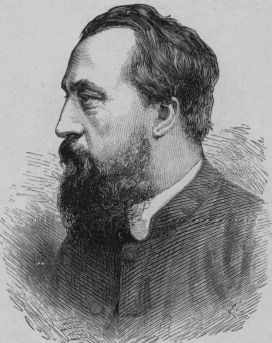
Rev J. G. Wood

John George Wood sau Rev J. G. Wood (n. 21 iulie 1827, Londra – d. 3 martie 1889, Coventry) a fost un popular scriitor englez de istorie naturală.

## Biografie
Wood s-a născut la Londra, fiind fiul chirugului John Freeman Wood și al soției sale, Juliana Lisetta. După o primă educație în cadrul familiei, el a frecventat Ashbourne grammar school și apoi Merton College, Oxford, unde a obținut titlurile de Bachelor of Arts în 1848 și Master of Arts în 1851. El a studiat și la Christ Church, unde a lucrat o perioadă în muzeul anatomic condus de Sir Henry Wentworth Acland (1815-1900). În 1852 a devenit asistent al preotului de la Parohia St Thomas the Martyr, Oxford și în 1854 a fost hirotonit preot; el a deținut și postul de capelan al capelei marinarilor de la Oxford. Printre alte însărcinări, el a fost pentru o perioadă capelan la St. Bartholomew's Hospital. În 1878 Wood s-a stabilit în Upper Norwood (în sudul Londrei), unde a trăit până la moarte.

## Carieră
În 1854, el și-a abandonat activitatea de preot pentru a se consacra activității literare. În 1858, a acceptat un post de lector la Christ Church, Newgate Street, și a fost capelan asistent la Spitalul St Bartholomew din Londra (1856-1862). În perioada 1868-1876 a deținut un post de șef de cor la Uniunea Corală a Diecezei de Canterbury. După 1876, s-a consacrat scrierii de cărți și a susținut, în întreaga țară, conferințe pe teme de zoologie, pe care le-a ilustrat cu desene făcute pe tablă sau pe foi mari de hârtie cu creioane colorate. Aceste conferințe, pe care le-a denumit sketch lectures, au fost foarte renumite și l-au făcut foarte cunoscut în Marea Britanie și în Statele Unite ale Americii.
Wood a susținut, începând din 1856, diferite conferințe ocazionale. În 1879, conferințele au devenit o a doua profesiune a sa, activitate pe care a continuat-o până în 1888 atât în Marea Britanie, cât și în străinătate. A susținut conferințele Lowell la Boston, Massachusetts, în sezonul 1883-1884.
El a fost un autor foarte prolific de lucrări de istorie naturală, deși lucrările sale sunt mai mult de popularizare decât de cercetare științifică. El a obținut un mare succes din vânzarea de cărți, cartea sa Common objects of the country vânzându-se în 100.000 de exemplare într-o săptămână. Printre lucrările sale importante pot fi menționate Illustrated Natural History (1853), Animal Traits and Characteristics (1860), Common Objects of the Sea Shore (1857),The Uncivilized Races, or Natural History of Man (1870), Out of Doors (1874) (o carte citată de Sir Arthur Conan Doyle în povestirea "Coama leului" cu detectivul Sherlock Holmes), Field Naturalist's Handbook (cu T. Wood) (1879-80). El este autor și de cărți despre gimnastică și sport. Wood a fost și editorul revistei The Boys Own Magazine.
A murit la Coventry, la 3 martie 1889.